# Zoltán Judik
Zoltán Judik (Budapest, 5 maggio 1933) è un ex cestista ungherese.

## Carriera
Con l'Ungheria ha disputato i Giochi olimpici di Roma 1960 e due edizioni dei Campionati europei (1957, 1959).